# Andaspis leucophleae
Andaspis leucophleae är en insektsart som beskrevs av Rao in Rao och Ferris 1952. Andaspis leucophleae ingår i släktet Andaspis och familjen pansarsköldlöss. Inga underarter finns listade i Catalogue of Life.